# Apoteket C.W. Scheele

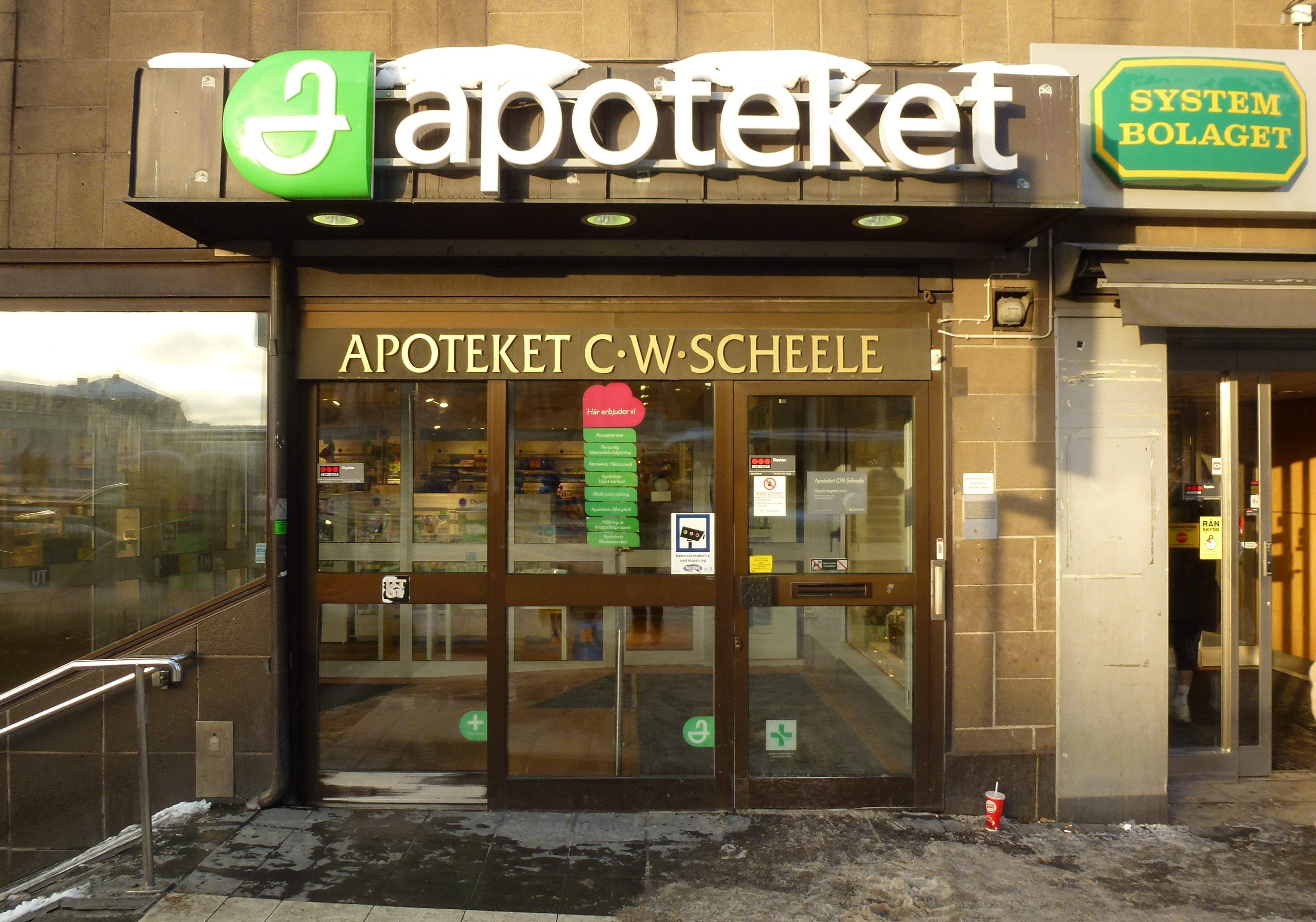
Apoteket C.W. Scheele, 2012.

Apoteket C.W. Scheele är ett apotek vid Klarabergsgatan 64 på Norrmalm i Stockholm. Apoteket, som har sitt namn efter apotekaren Carl Wilhelm Scheele, inrättades ursprungligen 1928 i hörnhuset Vasagatan 12 / Vattugatan 20 och flyttades 1967 i samband med Norrmalmsregleringen till sin nuvarande adress. C.W. Scheele är Sveriges nationella apotek, vilket bland annat innebär att apoteket lagerhåller även mindre frekventa läkemedel.

## Historik

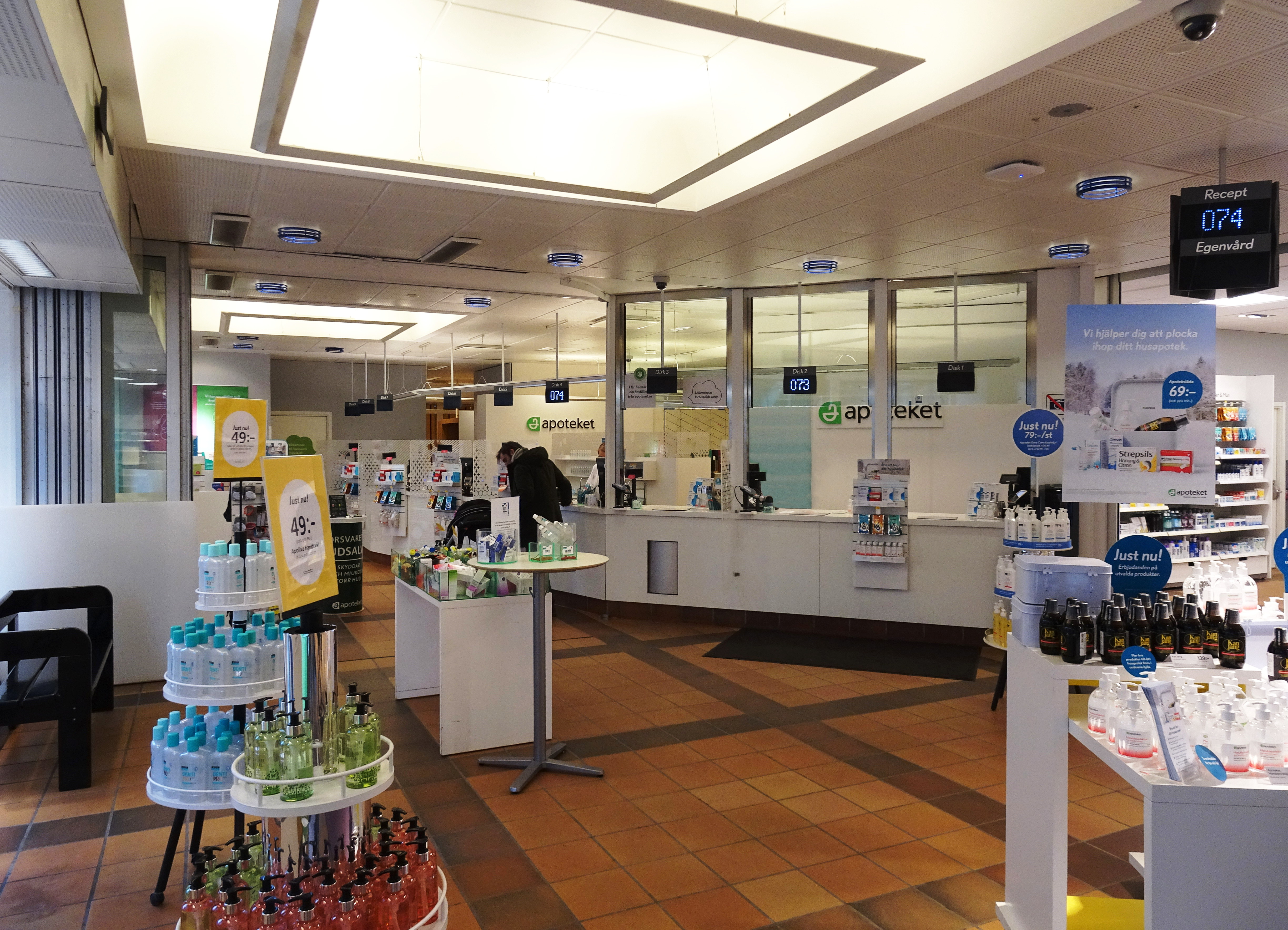
Apoteket C.W. Scheeles interiör, 2016.

År 1926 föreslog Stockholms stadsfullmäktige att ett nytt apotek borde etableras nära Stockholms centralstation. Begäran bifölls av Kungl. Maj:t 1928 och i maj 1929 öppnades Apoteket C.W. Scheele i kvarteret Uggleborg, hörnet Vasagatan / Vattugatan. Fastigheten kallades även för Exportföreningens hus och uppfördes 1891 efter ritningar av arkitekt Johan Laurentz. Innan apoteket flyttade in låg Nornans Symaskins-Verkstad i bottenvåningens hörnlokal. Officininredningen var byggd av ljus och mörk mahogny och med inläggningar utförda av Carl Malmsten.
I samband med Norrmalmsregleringen revs Exportföreningens hus 1967 och C.W. Scheele fick nya lokaler i fastigheten Orgelpipan 7 med ingång från  Klarabergsgatan 64. I mitten av 1970-talet inrättades, med ingång från Vasagatan, Stockholms första apotek med så kallad självval där kunder kunde välja själva bland receptfria läkemedel. C.W. Scheeleapoteket är ett av landets största och fungerar utöver försäljning av läkemedel till allmänheten sedan grundandet även som jourapotek (öppet dagligen 00:00 till 24:00). Vid ett byte av datorsystem 2003 hölls det för några timmar stängt för första gången på 74 år, varvid de dagliga 2500 kunderna fick söka sig annorstädes. Det fungerar vidare som centrallager och leverantör för vacciner, ormserum och livsviktiga läkemedel samt som akutlagerhållare vid stora olyckor.

## Historiska bilder

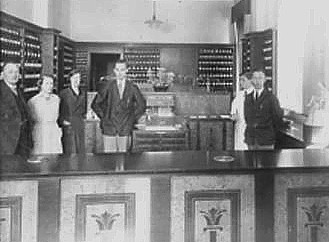
Interiör 1929
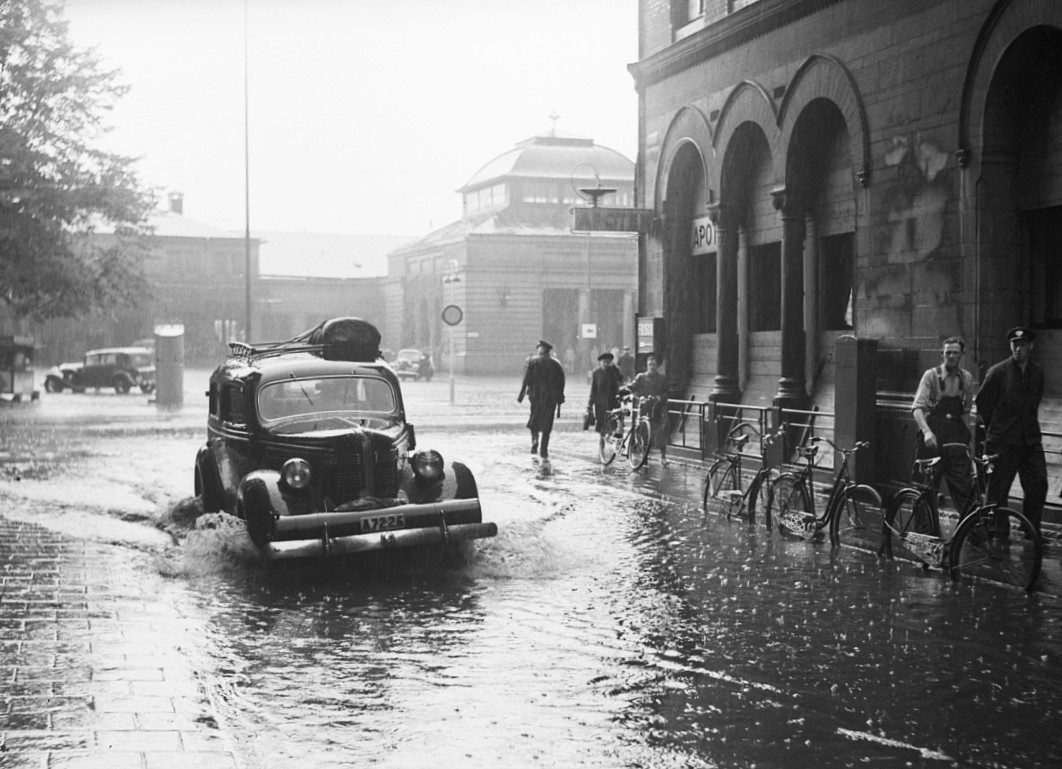
Apoteket 1940
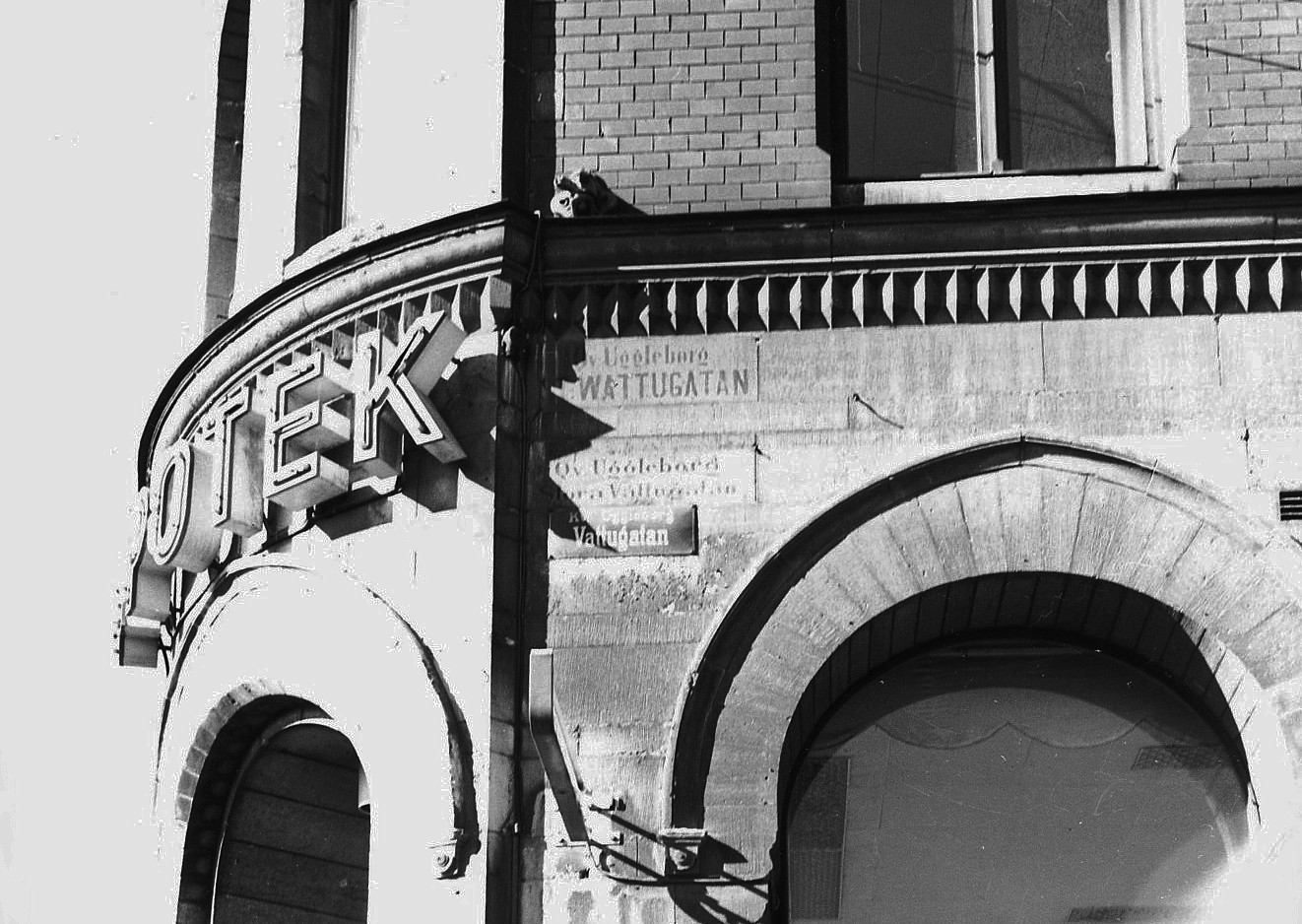
Apoteket 1965
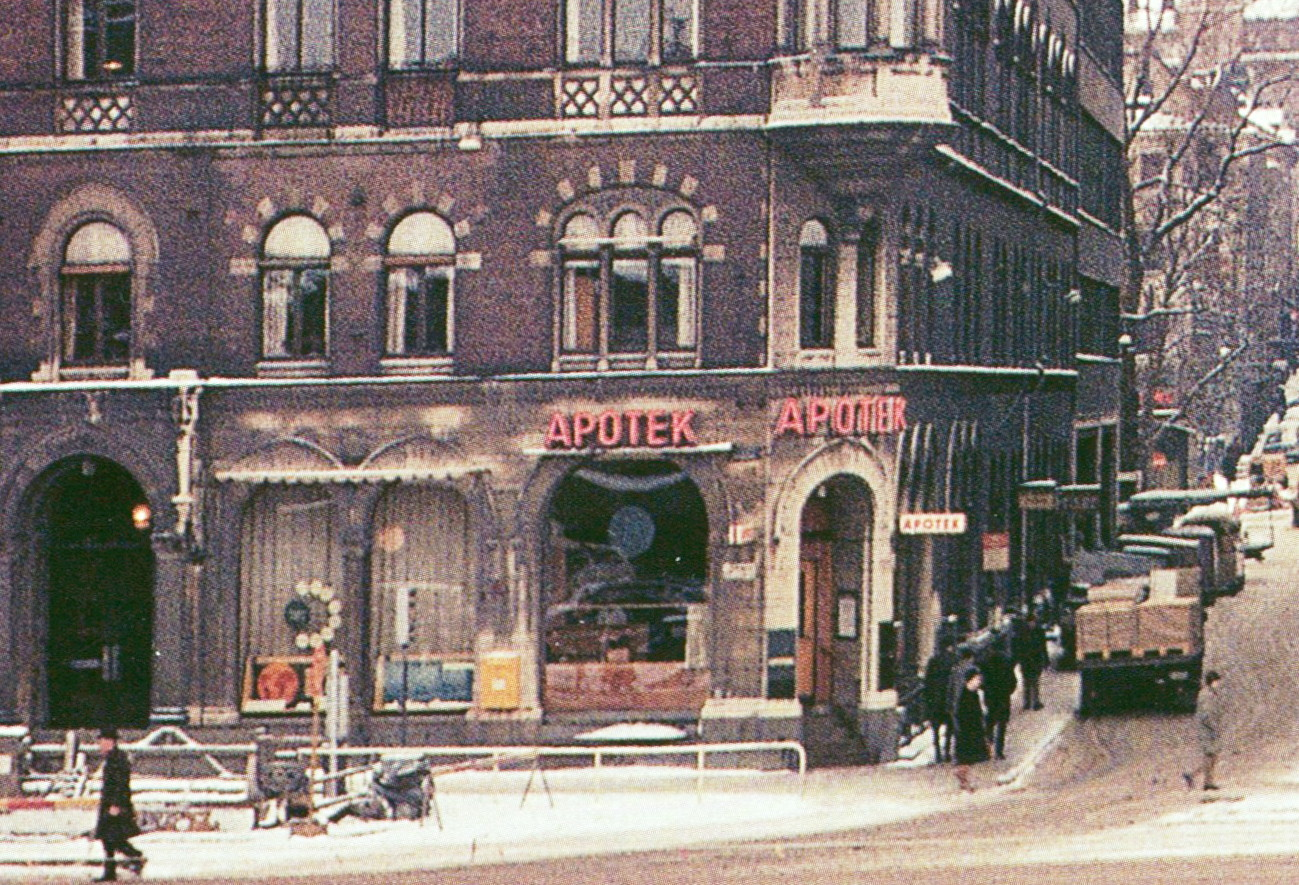
Apoteket 1965